# ヴィクティムズ・オブ・ザ・フューチャー
『ヴィクティムズ・オブ・ザ・フューチャー』（Victims of the Future）は、北アイルランドのギタリスト、ゲイリー・ムーアが1984年に発表した6作目のスタジオ・アルバム。ヴァージン・レコード傘下の10レコードからリリースされた。本作は日本で先行発売され、当時の日本盤のタイトルは『炎の舞』だった。

## 背景
ムーアのバンドでキーボードを担当していたドン・エイリーが、1983年のアメリカ・ツアー（デフ・レパードのオープニングアクト）に参加できなくなったため、代役として元UFOのニール・カーターが加入。カーターは本作の曲作りにも貢献し、その後もムーアとの共同作業を続けた。「ティーンエイジ・アイドル」と「マーダー・イン・ザ・スカイズ」の2曲に参加したボブ・デイズリーは、その後もムーアの多数のアルバムに参加した。また、本作にはスレイドのノディ・ホルダーがゲスト参加している。
「シェイプス・オブ・シングス」はヤードバーズが1966年に発表した曲のカヴァーだが、アレンジはジェフ・ベックがアルバム『トゥルース』で再演したヴァージョンに基づいている。「マーダー・イン・ザ・スカイズ」は、ソビエト連邦の戦闘機による大韓航空機撃墜事件について書かれた曲である。
「エンプティ・ルーム」は、ムーアが1985年に発表したスタジオ・アルバム『ラン・フォー・カヴァー』でリメイクされている。この曲は両方のヴァージョンがシングルとしてリリースされており、1984年盤のカタログ番号は「TEN 25」、1985年盤のカタログ番号は「TEN 58」であった。
本作は、ムーアの音楽性がヘヴィメタル色を強めていた頃の作品と位置付けられている。ただし、ムーアは本作を完成させた後に行われたインタビューで「僕は別に自分のことをヘヴィメタル・ギタリストとは思っていない。ロックンロール・ギタリストだと思っている。確かに時にはヘヴィメタルのギターを弾くけど、他のものもギターで表現している」と語っている。

## リリース
本作は「来日記念盤」と銘打たれて日本で先行発売されており、日本初回盤(VIL-6083)では「オール・アイ・ウォント」が外されて代わりに「デヴィル・イン・ハー・ハート」が収録され、曲順もイギリス盤と異なる。また、ミラージュからリリースされたアメリカ盤LPは、やはり「デヴィル・イン・ハー・ハート」が収録されており、曲順は日本盤ともイギリス盤と異なる。後のCDはイギリス盤に準じた内容となった。
2002年のリマスターCDには、「デヴィル・イン・ハー・ハート」を含む3曲がボーナス・トラックとして収録された。「ブラインダー」はクレイグ・グルーバー（元エルフ〜レインボー）が作った曲で、シングル「シェイプス・オブ・シングス」のB面に収録されていた。

## 反響
本作は1984年2月18日付の全英アルバムチャートに初登場し、7週チャート圏内に入り最高12位を記録して、自身初のトップ20入りを果たした。スウェーデンのアルバム・チャートでは5週トップ50入りして、最高15位を記録。日本のオリコンLPチャートでは9週チャート入りして最高16位を記録。
本作からのシングルは、「ホールド・オン・トゥ・ラヴ」が全英シングルチャートで65位、「エンプティ・ルーム」が51位を記録した。

## 評価
Eduardo Rivadaviaはオールミュージックにおいて5点満点中4.5点を付け「ムーアは彼のキャリアにおいて特に音数の多いギターで聴き手を強襲している」と評した。なお、RivadaviaはアメリカのウェブサイトUltimate Classic Rockにおいて「ゲイリー・ムーアの曲トップ10」を選出した際に、「マーダー・イン・ザ・スカイズ」を7位に挙げている。

## ツアー
本作に伴うツアーで録音されたライヴ音源は、ライヴ・アルバム『ウィ・ウォント・ムーア!』（1984年）に収録された。メンバーはムーア（ギター、ボーカル）、ニール・カーター（キーボード、ギター、ボーカル）、クレイグ・グルーバー（ベース）、そしてドラムスについてはイアン・ペイスが担当した時期とボビー・チョウナードが担当した時期の音源が混在している。その後、本作のレコーディングにも参加したボブ・デイズリーがグルーバーの後任として加入した。

## 収録曲

### イギリス盤LP

#### Side 1
1. "Victims of the Future" (Gary Moore, Neil Carter, Neil Murray, Ian Paice)
2. "Teenage Idol" (G. Moore)
3. "Shapes of Things" (Paul Samwell-Smith, Keith Relf, Jim McCarty)
4. "Empty Rooms" (G. Moore, N. Carter)

#### Side 2
1. "Murder in the Skies" (G. Moore, N. Carter)
2. "All I Want" (G. Moore)
3. "Hold on to Love" (G. Moore)
4. "Law of the Jungle" (G. Moore)

### 日本盤LP

#### Side 1
1. シェイプス・オブ・シングス - "Shapes of Things" (P. Samwell-Smith, K. Relf, J. McCarty)
2. ホールド・オン・トゥ・ラブ - "Hold on to Love" (G. Moore)
3. マーダー・イン・ザ・スカイズ - "Murder in the Skies" (G. Moore, N. Carter)
4. エンプティ・ルーム - "Empty Rooms" (G. Moore, N. Carter)

#### Side 2
1. 夢なき世界で - "Victims of the Future" (G. Moore, N. Carter, N. Murray, I. Paice)
2. ティーンエイジ・アイドル - "Teenage Idol" (G. Moore)
3. デビル・イン・ハー・ハート - "Devil in Her Heart" (G. Moore)
4. ロー・オブ・ザ・ジャングル - "Law of the Jungle" (G. Moore)

### アメリカ盤LP

#### Side 1
1. "Victims of the Future" (G. Moore, N. Carter, N. Murray, I. Paice)
2. "Teenage Idol" (G. Moore)
3. "Devil in Her Heart" (G. Moore)
4. "Empty Rooms" (G. Moore, N. Carter)

#### Side 2
1. "Shapes of Things" (P. Samwell-Smith, K. Relf, J. McCarty)
2. "Murder in the Skies" (G. Moore, N. Carter)
3. "Hold on to Love" (G. Moore)
4. "Law of the Jungle" (G. Moore)

### CD
1. ヴィクティムズ・オブ・ザ・フューチャー - "Victims of the Future" (G. Moore, N. Carter, N. Murray, I. Paice) – 6:13
2. ティーンエイジ・アイドル - "Teenage Idol" (G. Moore) – 4:07
3. シェイプス・オブ・シングス - "Shapes of Things" (P. Samwell-Smith, K. Relf, J. McCarty) – 4:14
4. エンプティ・ルーム - "Empty Rooms" (G. Moore, N. Carter) – 6:35
5. マーダー・イン・ザ・スカイズ - "Murder in the Skies" (G. Moore, N. Carter) – 7:17
6. オール・アイ・ウォント - "All I Want" (G. Moore) – 4:18
7. ホールド・オン・トゥ・ラヴ - "Hold on to Love" (G. Moore) – 4:25
8. ザ・ロー・オブ・ザ・ジャングル - "The Law of the Jungle" (G. Moore) – 6:21

#### リマスターCDボーナス・トラック
1. デヴィル・イン・ハー・ハート - "Devil in Her Heart" (G. Moore) - 3:28
2. ブラインダー - "Blinder" (Craig Gruber) - 2:46
3. エンプティ・ルーム（'84リミックス） - "Empty Rooms (1984 Remix)" (G. Moore, N. Carter) - 4:21

## 参加ミュージシャン
- ゲイリー・ムーア - ボーカル("Blinder"を除く)、ギター(all)、ベース(on "Victims of the Future", "Hold on to Love", "Law of the Jungle")
- ニール・カーター - キーボード、バッキング・ボーカル
- ボブ・デイズリー - ベース(on "Teenage Idol", "Murder in the Skies")
- ニール・マーレイ - ベース(on "Shapes of Things")
- モ・フォスター - ベース(on "Empty Rooms", "All I Want")
- イアン・ペイス - ドラムス(on "Victims of the Future", "Shapes of Things", "Empty Rooms", "Law of the Jungle")
- ボビー・チョウナード - ドラムス(on "Teenage Idol", "Murder in the Skies", "All I Want",  "Hold on to Love")
- ノディ・ホルダー - バッキング・ボーカル(on "Shapes of Things")